# Amenis pionia
Genre
Espèce
Amenis pionia est une espèce néotropicale de lépidoptères de la famille des Hesperiidae, de la sous-famille des Pyrginae et de la tribu des Pyrrhopygini.
Elle est l'unique représentante du genre monotypique Amenis.

## Dénomination
L'espèce Amenis pionia a été décrite par le naturaliste britannique William Chapman Hewitson en 1857 sous le nom initial de Pyrrhopyga pionia.
Le genre Amenis a quant à lui été décrit par l'entomologiqte anglais Edward Yerbury Watson en 1893.
L'espèce porte en anglais le nom vernaculaire de pionia firetip,.

## Liste des sous-espèces
- Amenis pionia pionia
- Amenis pionia picia Evans, 1951
- Amenis pionia ponina (Herrich-Schäffer, 1869)[1].

## Description
L'imago d'Amenis pionia est un papillon au corps trapu noir au thorax rayé de lignes de poils orange en long et à l'extrémité de l'abdomen orange. Les ailes sont de couleur bleu gris ou vert dorées veinées de bleu foncé foncé ou de marron foncé avec une frange blanche et deux taches rouges au centre des ailes antérieures.
Le revers est semblable.

## Distribution
Amenis pionia est présente à Panama, au Venezuela, en Colombie, dans le Nord de l'Argentine et au Brésil,,.

## Protection
L'espèce n'a pas de statut de protection particulier.[réf. nécessaire]